# 尼可拉斯·勞夫
尼可拉斯·勞夫（英語：Nicholas Ralph，1990年4月13日—），蘇格蘭男演員，憑藉2020年起於英國第五台電視劇《菜鳥獸醫日記》中主演獸醫詹姆斯·海利厄特而聞名。

## 早年
尼可拉斯·勞夫生於南非西開普省開普敦，蘇格蘭高地長大。童年時曾去過美國幾次，在喬治亞州和德克薩斯州都有親屬。勞夫從小學到15歲在羅斯郡踢足球，19歲前也曾在奈恩踢球。
他先在因弗內斯學院學習戲劇，後就讀蘇格蘭皇家音樂學院。念書期間曾出演舞台劇，其中包括與皇家音樂學院、公民劇院和蘇格蘭國家劇院合作。

## 職業生涯
大學期間，勞夫曾登上BBC蘇格蘭電台節目《綁架》（Kidnapped）中。2017年大學畢業後，在公民劇院的現場劇場工作了不到一年。蘇格蘭國家劇院的戲劇《干擾》（Interference.）是勞夫首部擔任主角的作品。他也曾在公民劇院與神奇的傻瓜（Wonder Fools）合製的《549：西班牙內戰的蘇格蘭人》（549: Scots of the Spanish Civil War）中進行巡演。
大學畢業兩年後，他參加了英國第五台電視劇《菜鳥獸醫日記》的試鏡；該劇翻拍自同名BBC電視劇。勞夫成功拿下該劇主角——獸醫詹姆斯·海利厄特，為此接受獸醫培訓。勞夫回憶這段經歷：「直接與我們的現場獸醫顧問安迪·巴雷特（Andy Barrett）一起用聽診器放在牛的心臟上，然後是肺、胃……我們與馬、羊親密接觸，經歷了必要的程序及事項，學習如何接近動物和一切皆是如此。」此前，拉爾夫接觸動物的機會有限：「我在蘇格蘭高地的一座小鎮長大，住處有我們的後花園、柵欄，然後是一片總是滿是牛羊的田野……」《菜鳥獸醫日記》拍攝時經歷了各種天候條件。勞夫回憶：「我們在冬天和秋天時在約克郡拍片時，天氣很冷又漫長，有時包括寒冷、昏暗和下雨；所以如果有不太行的人在場，那真的會讓每個人都失望。但我們非常幸運——有很棒的團隊，他們真的互相拉拔、保持彼此的精神振奮。」
雖然詹姆斯·海利厄特有種「柔和、輕快的蘇格蘭口音」，但據BBC版電視劇的飾演者克里斯多福·提摩西所述，被拍片時口音被要求「中立」。勞夫未延續此指示，而是用道地的蘇格蘭口音來詮釋詹姆斯·海利厄特。

## 作品列表

### 電影
| 年份 | 標題                   | 角色           | 附註 |
| ---- | ---------------------- | -------------- | ---- |
| 2021 | 《最不情愿的转换》（The Most Reluctant Convert） | C·S·路易士（C.S. Lewis） |      |
| 2022 | 《惡魔的光火》         | 雷蒙神父（Father Raymond）   |      |

### 電視
| 年份  | 標題             | 角色                              | 附註 |
| ----- | ---------------- | --------------------------------- | ---- |
| 2020– | 《菜鳥獸醫日記》 | 詹姆斯·海利厄特                   | 主演 |
| 2024  | 《古戰場傳奇》   | 傑瑞邁亞·「傑瑞」·華特·麥肯齊（Jeremiah "Jerry" Walter MacKenzie） | 1集  |

## 外部連結
- 尼可拉斯·勞夫在互联网电影资料库（IMDb）上的資料（英文）
- 尼可拉斯·勞夫的X（前Twitter）